# Collegio di Richmond and Northallerton
Richmond and Northallerton è un collegio elettorale inglese della Camera dei comuni del Parlamento del Regno Unito, situato nel North Yorkshire. Elegge un membro del parlamento con il sistema first-past-the-post, ossia maggioritario a turno unico; l'attuale parlamentare è Rishi Sunak, eletto con il Partito Conservatore nel 2024, dopo che già dal 2015 aveva rappresentato il precedente collegio di Richmond (Yorks).

## Estensione
Il collegio è composto dai seguenti ward:
- nel distretto di Hambleton: Appleton Wiske and Smeatons, Great Ayton, Hutton Rudby, Morton-on-Swale, Northallerton North and Brompton, Northallerton South, Osmotherley and Swainb, Romanby, Stokesley.
- l'intero distretto di Richmondshire.[1]

Comprende la maggior parte dell'ex collegio di Richmond (Yorks), nel North Yorkshire, escluso Bedale e Tanfield, trasferiti a Thirsk and Malton.
A partire dal 1º aprile 2023, le autorità di secondo livello nella contea del North Yorkshire vennero abolite e unificate con la nuova autorità unitaria del North Yorkshire. Il collegio comprende pertanto le seguenti divisioni elettorali del North Yorkshire:
- Catterick Village and Brompton-on-Swale, Great Ayton, Hipswell and Colburn, Leyburn and Middleham, Morton-on-Swale and Appleton Wiske, North Richmondshire, Northallerton North and Brompton, Northallerton South, Richmond, Romanby, Scotton and Lower Wensleydale, Stokesley, Upper Dales.[4]

## Membri del Parlamento
| Elezione | Elezione | Deputato    | Partito      |
| -------- | -------- | ----------- | ------------ |
|          | 2024     | Rishi Sunak | Conservatore |

## Risultati elettorali

### Elezioni negli anni 2020
| Partito                    | Partito                                         | Candidato                  | Risultati 4 luglio 2024 | Risultati 4 luglio 2024 |
| Partito                    | Partito                                         | Candidato                  | Voti                    | %                       |
| -------------------------- | ----------------------------------------------- | -------------------------- | ----------------------- | ----------------------- |
|                            | Conservatore                                    | Rishi Sunak                | 23 059                  | 47,52                   |
|                            | Laburista                                       | Tom Wilson                 | 10 874                  | 22,41                   |
|                            | Reform UK                                       | Lee Martin Taylor          | 7 142                   | 14,72                   |
|                            | Lib Dem                                         | Daniel Callaghan           | 4 322                   | 8,91                    |
|                            | Verde                                           | Kevin Foster               | 2 058                   | 4,24                    |
|                            | Count Binface Party                             | Count Binface              | 308                     | 0,63                    |
|                            | Indipendente                                    | Brian Richmond             | 222                     | 0,46                    |
|                            | Indipendente                                    | Niko Omilana               | 160                     | 0,33                    |
|                            | Yorkshire                                       | Rio Goldhammer             | 132                     | 0,27                    |
|                            | Monster Raving Loony                            | Sir Archibald Stanton      | 99                      | 0,20                    |
|                            | Workers                                         | Lou Dickins                | 90                      | 0,19                    |
|                            | Indipendente                                    | Angie Campion              | 33                      | 0,07                    |
|                            | Indipendente                                    | Jason Barnett              | 27                      | 0,06                    |
|                            |                                                 |                            |                         |                         |
| Iscritti                   | Iscritti                                        | Iscritti                   | 73 888                  | 100,00                  |
| ↳ Votanti (% su iscritti)  | ↳ Votanti (% su iscritti)                       | ↳ Votanti (% su iscritti)  | 48 544                  | 65,70                   |
| ↳ Astenuti (% su iscritti) | ↳ Astenuti (% su iscritti)                      | ↳ Astenuti (% su iscritti) | 25 344                  | 34,30                   |
|                            |                                                 |                            |                         |                         |
|                            | Esito: collegio a Conservatore (nuovo collegio) |                            |                         |                         |